# Johann Županc
Johann (Ivan) Županc-Johan (* 4. April 1915 in Ebriach; † 14. Oktober 1943 in Klagenfurt) war ein Kärntner Slowene und Widerstandskämpfer gegen den Nationalsozialismus in Österreich. Er begründete die Partisanenbewegung in Kärnten.

## Leben
Johann Županc wurde als Sohn des Kleinbauern Georg Županc und Barbara Županc, geborene Pegrin, geboren. 
Er wurde Holzarbeiter, desertierte 1939 aus der Wehrmacht und ging nach dem Anschluss Österreichs im September 1939 mit Thomas Olip aus Zell-Pfarre nach Ljubljana. Hier wurde er wie andere Wehrmachtsdeserteure nach Serbien verbannt, von wo er 1940 nach Ljubljana zurückkehrte.
Dort lebte er mit anderen Flüchtlingen aus Kärnten zusammen und gründete einen Chor („Sextet Javornik“), welcher oft mit Kärntner Volksliedern im Radio auftrat. 
Im April 1941 meldete er sich freiwillig zum jugoslawischen Militär, dessen Zusammenbruch er bei Karlovac miterlebte. 
Im Sommer 1941 traf er in Ljubljana den Kärntner Slowenen Anton Jelen, dem er erzählte, er werde zu den Partisanen gehen. Noch im Juni 1941 ging er zu den Partisanen, zunächst in der Dolenjska, dann zur Abteilung Kokra in Gorenjska. Er schloss sich bald dem Kokra-Verband der Partisanen und den Kommunisten an; er ging zunächst auf die Šmarna gora zum 2. steirischen Partisanen-Bataillon und von dort zurück in die Karawanken. 
Im April 1942 kehrte er als geschulter Partisan mit Stane Mrhar nach Kärnten zurück, wo sie als Organisatoren des slowenischen Befreiungskampfes in Lobnig, Zell und im Jauntal die ersten Ortsausschüsse der Osvobodilna Fronta gründeten und unter der Führung eines gewissen Crtov auf der Strachnitz lagerten. 
Über Verwandte und Bekannte stellte er Verbindungen zu nationalbewussten und linksorientierten Slowenen her. Zu seinen engen Mitarbeitern gehörte unter anderem Franz Weinzierl aus Zauchen, der besonders auch mit seiner Schwester Maria zusammenarbeitete.
Alle Mitglieder der Familie Žnidar waren Aktivisten bei den Partisanen, die z. T. ins Konzentrationslager kamen oder vor den Gerichten angeklagt wurden. 
Janez Male aus Zell Winkel berichtet: 
„Im zweiundvierziger Jahr, Mai oder Juni, tauchte der Županc Janez in unserem Bunker auf. Maks, der Bruder meiner Frau, brachte ihn zu uns; Županc war schon komplett bewaffnet, er hatte Gewehre, Bomben, alles, und er sagte zu uns: ,Wenn unsere Einheiten herkommen, dann werdet ihr euch anschließen’.“ 
Malle wollte aber bei den „grünen Kadern“ bleiben und nicht zur Osvobodilna Fronta. Am 12. Mai 1942 nahm Ivan an der ersten Partisanenkonferenz („Fichtenwaldkonferenz“) in Koprein-Petzen teil, die Prušnik-Gasper beschreibt, der sich später bei den Kärntner Partisanen in den Vordergrund schob.
Im Juli 1942 kam Županc zum Hlipovcnik-Bunker in Zell und überbrachte den Bewohnern den Befehl Crtovs, zu ihm zu kommen und sich ihm zu unterstellen.
Ihm schlossen sich jedoch nur Maks Kelih und Thomas Olip an. Die Zellaner wollten eher „grüne Kader“ bleiben. 
Im Sommer 1941 traf er in Ljubljana den Kärntner Slowenen Anton Jelen, dem er erzählte, er werde zu den Partisanen gehen. Noch im Juni 1941 ging er zu den Partisanen, zunächst in der Dolenjska, dann zur Abteilung Kokra in Gorenjska. Dann kehrte er nach Kärnten zurück; im August 1942 wurde er auch mit Karel Prušnik-Gasper bekannt. In einer Rede betonte er, man müsse die Slowenen zum Widerstand gegen die Aussiedlung aufrufen: „Genossen, nun wird es ernst. Fast dreihundert Bauern wurden ausgesiedelt, wurden von ihren Höfen vertrieben. Wir müssen uns wehren, wir müssen uns zusammenschließen! Wir müssen das tun, was uns die Kommunisten schon immer gesagt haben: zusammenschließen und gemeinsam kämpfen! Das sind Worte, die uns auch Genosse Kordesch schon vor Jahren immer wieder gesagt hat. Heute müssen wir erkennen, wie recht er, wie recht die KP mit ihren Feststellungen immer hatte. Genossen, wir sind nicht allein. In unseren Bergen gibt es schon zahlreiche Partisanen. Ich kann aus konspirativen Gründen nicht sagen, wo sie sich befinden, sie sind überall und werden dort zuschlagen, wo sie den Feind treffen. Auch die Alliierten sind mit uns. Wir haben schon seit Monaten Flugblätter verteilt, die von den Partisanen geschrieben worden sind. Wir müssen uns alle zu einer Einheit zusammentun, um den Feind zu schlagen. Nicht alle sollen in den Wald gehen. Wir brauchen unter der Bevölkerung Stützpunkte, brauchen hier Menschen, die täglich in der Bevölkerung wirken und uns unterstützen, uns auf besondere Aktionen und auf besonders verwundbare Stellen des Feindes aufmerksam machen. Aus den heutigen Anfängen des Widerstandes muss ein Volkskrieg gegen die deutschen Okkupanten werden. Wir müssen über die slowenische Bevölkerung hinaus auch unter den Deutschen Freunde und Mitkämpfer gewinnen. Viele Kommunisten sind dort leider schon in den Gefängnissen und Konzentrationslagern, aber es sind noch immer welche da, auf die wir uns stützen, mit denen wir den Kampf organisieren können.“ Am 11. August 1942 kam er wieder zum Zellaner Bunker, um einige Leute zum Einsatz mitzunehmen. Seine in Eisenkappel-Vellach wohnhafte Schwester Maria Olip führte ihm Franz Weinzierl zu, der Hilfsgelder sammelte und Flugschriften verteilte. Am 16. August kam er wiederum nach Zell. In einem Bericht vom 4. Oktober 1942 schrieb der Politkommissar Stane Mrhar: „In der Umgebung des Obir hat Johan bis heute mit Leuten Verbindung aufgenommen, von denen er wusste, dass sie nationalbewusste Slowenen sind. … Auch in politischer Hinsicht hatte er Erfolg, sodass die Leute über unseren Kampf bereits ein wenig unterrichtet sind. Sofort, als wir in die Eisenkappler Gegend gekommen waren, bildeten wir einen Ausschuss der Osvobodilna Fronta“ – eine Aussage, die nicht unumstritten ist. Der Bericht ist jedoch übertrieben, denn auch im Bereich Eisenkappel und auf der Petzen war Županc wenig erfolgreich. Im August und September 1942 traf er seinen Bruder Miha nahe bei seinem Hause. Am 7. Oktober 1942 war er mit Stane Mrhar und Peter Blaschitz – der später der Gestapo das Versteck verraten sollte, im Bunker des Thomas Olip.

## Entdeckung und Verhaftung
Einen Monat später begann die Massenverhaftungen in Eisenkappel, Ebriach und Zell. Auch die gesamte Familie Johanns kam ins Gefängnis, Ivan und Mrhar gelang im letzten Moment die Flucht. Ivan ging im Oktober mit Franc Pasterk zur Petzen zum Abschnittskommandanten der Partisanen. Am 11. November 1942 kamen Zupanc und Mrhar zur Golobkeusche in Eisenkappel, wo sie beinahe von der Gestapo verhaftet worden wären, die zwei Spitzel eingeschleust hatte. Bei der Verhaftung der Zellaner am 1. Dezember 1942 wurde ein Tagebuch von Thomas Olip gefunden, in dem auch Županc als Mitverschworener genannt wurde. Seither fahndete die Gestapo nach ihm. Županc bildete 1942 den Ostkärntner Verband der Partisanen, der schon bald an die 200 Mann umfasste.
Prušnik-Gasper berichtet, dass er in einer Rede gesagt habe: „Auch in Klagenfurt gibt es Bischöfe; und was noch schlimmer ist, sie sind Deutsche und haben uns schon längst den Herren verkauft. Die politische Zentrale der Kärntner Slowenen war das Ordinariat. Deshalb sind wir so wenige. Den Herren liegt nichts am slowenischen Menschen. …Die schwarzen Herren führen eine solche Politik, dass der deutsche Graf seine Arme beinahe nach allen Bauernhöfen ausstrecken oder Leitgeb, Rosenberg, Voit, Maresch und Lichtenstein sie aufkaufen konnten. Von unseren Führern war nur noch der Arzt Petek aus Völkermarkt und der ehemalige Abgeordnete Ogris aus Ludmannsdorf rechtschaffen. Petek, bei dem die slowenischen Armen Heilung suchten, sah als einziger, wie das Volk dahinvegetierte und wie das Ordinariat es hinters Licht führte. Einmal war ich bei Petek. Er erzählte mir, wie Blümel, die rechte Hand des Ordinariats, ihm anlässlich der Wahlen 1930 drohte. Petek wollte damals einen anderen Weg einschlagen und war nicht damit einverstanden, dass wir Slowenen die Christlichsoziale Partei, unseren eigenen Totengräber, wählen Petek blieb in der Führungsclique in der Minderheit, nicht aber beim Volk. Das sieht man auch heute, nachdem sich alle verkrochen haben. … Die Klagenfurter ,Führer’ predigten uns niemals von unseren Rechten, immer nur von unseren Pflichten. Und das nur des-halb, um unser Selbstbewusstsein zu vernichten.“
Er wurde am 13. Oktober 1943 in Sankt Margareten im Rosental verwundet und gefangen genommen, im Klagenfurter Spital verhört und erlag dann einen Tag später seinen Verletzungen. Beim Verhör gab er angeblich vor dem Gestapomann Sellak zu, dass er von Prušnik-Gasper unter Todesdrohung zur Gewalt im Raum Eisenkappel gezwungen worden sei. Prušnik selbst sei eher feige gewesen und erst nach der Besetzung der Häuser erschienen. Er starb in Klagenfurt, wo er auch begraben liegt. Zahlreiche seiner Familienangehörigen wurden ebenfalls von der Polizei verhört. Sein Bruder Miha und seine Schwester Maria gehörten zu den dreizehn Slowenen, die am 29. April 1943 in Wien enthauptet wurden. Županc ist der eigentliche Begründer der Osvobodilna Fronta in Kärnten, der vergeblich versuchte, die Mehrheit der Slowenen zum Aufstand gegen das NS-Regime zu gewinnen.